# Чивита ди Бањоређо
Чивита ди Бањоређо (итал. Civita di Bagnoregio) јесте насеље у Италији у округу Витербо, региону Лацио.
Према процени из 2011. у насељу је живело 12 становника. Насеље се налази на надморској висини од 452 м.